# Peridrome longipennis
Peridrome longipennis là một loài bướm đêm trong họ Erebidae.